# Оскар Мачапа
Оскар Мачапа (англ. Oscar Machapa, нар. 1 червня 1987, Хараре) — зімбабвійський футболіст, півзахисник клубу «Віта Клуб».
Виступав, зокрема, за клуби «Морока Своллоуз» та «Дайнамоз», а також національну збірну Зімбабве.

## Клубна кар'єра
У дорослому футболі дебютував 2009 року виступами за команду клубу «КАПС Юнайтед», в якій провів один сезон. Своєю грою за цю команду привернув увагу представників тренерського штабу клубу «Морока Своллоуз», до складу якого приєднався 2010 року. Відіграв за команду з Джермістона наступні три сезони своєї ігрової кар'єри. 2013 року уклав контракт з клубом «Дайнамоз», у складі якого провів наступні два роки своєї кар'єри. До складу клубу «Віта Клуб» приєднався 2015 року.

## Виступи за збірну
2010 року дебютував в офіційних матчах у складі національної збірної Зімбабве. У січні 2014 року тренер Ієн Гороуа запросив його до збірної Зімбабве для участі в Чемпіонаті африканських націй 2014 року. Він допоміг команді посісти четверте місце на турнірі, після поразки з рахунком 0:1 від Нігерії у матчі за 3-тє місце. Наразі провів у формі головної команди країни 11 матчів, забивши 9 голів.
У складі збірної був учасником Кубка африканських націй 2017 року у Габоні.